# Baie Ganipi
La baie Ganipi est un plan d'eau douce faisant partie du lac Marmette dans la partie Centre-Sud du réservoir Gouin, dans le territoire de la ville de La Tuque, dans la région administrative de la Mauricie, dans la province de Québec, au Canada.
Ce lac s’étend dans les cantons de Marmette (partie Nord-Est), de Lemay (partie centre Sud) et de Myrand (partie Sud). À la suite de l’aménagement complétée en 1948 du barrage Gouin, la forme actuelle de la baie Ganipi a été façonnée par le rehaussement des eaux du réservoir Gouin. Le niveau de l’eau varie significativement, étant tributaire de la gestion des eaux du barrage Gouin.
Les activités récréotouristiques constituent la principale activité économique du secteur. La foresterie arrive en second.
Diverses routes forestières secondaires desservent chaque côté de la baie Ganipi pour accommoder les activités récréotouristiques et la foresterie. Ces routes forestières se connectent au Sud à la route 400 qui relie le barrage Gouin au village de Parent (Québec), dessert aussi les vallées des rivières Jean-Pierre et Leblanc.
La surface de la baie Ganipi est habituellement gelée de la mi-novembre à la fin avril, toutefois la circulation sécuritaire sur la glace se fait généralement du début décembre à la fin de mars.

## Géographie
Les bassins versants voisins de la baie Ganipi sont :
- côté nord : lac Marmette (réservoir Gouin), baie Eskwaskwakamak, lac Kawawiekamak, rivière Toussaint, lac McSweeney ;
- côté est : lac Marmette (réservoir Gouin), baie Marmette Sud, lac Magnan (réservoir Gouin) (baie Sud), lac Brochu (réservoir Gouin) ;
- côté sud : lac Lepage (rivière Wacekamiw), rivière Wacekamiw, rivière Nemio ;
- côté ouest : lac Eriko, rivière Nemio, lac Bureau (réservoir Gouin) (baie du Nord), baie Thibodeau, lac du Mâle (réservoir Gouin).

La baie Ganipi est surtout alimentée par la rivière Wacekamiw laquelle se déverse dans une baie secondaire du côté Sud-Est. Elle est aussi alimentée par la décharge du lac Kawacekamik et quelques ruisseaux riverains.
D’une longueur de 16,2 km, la baie Ganipi se caractérise par (sens horaire) :
1. une presqu’île du côté Est s’étirant vers le Nord sur 25,7 km, soit du fond d’une baie étroite de la baie Marmette Sud (côté Est de la baie Ganipi) jusqu’à l’entrée de la baie Ganipi. #la rive Ouest de la baie Gabini comporte une baie secondaire d’une longueur de 5,3 km s’étendant vers le Sud-Est. Un sommet de montagne de 498 km domine à 1,2 km du côté Est de cette baie ;
2. la rivière Wacekamiw drainant le lac Lepage (rivière Wacekamiw) se déverse dans la partie Sud de cette baie secondaire ;
3. du côté Sud de la baie Ganipi, il existe deux baies secondaires dans le canton de Myrand ;
4. une presqu’île remonte vers le Nord sur 1,7 km en longeant la rive Ouest de la baie ;
5. la rive Ouest de la baie Ganipi comporte une montagne dont le sommet atteint 488 km domine à 2,3 km de la rive et à 4,5 km au Sud-est de la sortie de la baie. Cette montagne comporte un sommet de 451 m près de la rive Ouest, au pied duquel il y a la caverne des Trois Roches ; elle a été formée par trois pierres tombées en abrupt ; deux sont à la verticale et la troisième les recouvre à l'horizontal[1].
6. une île de 2,8 km de diamètre barre la sortie de la baie Ganipi. Note : un archipel est situé du côté Nord de cette dernière île.

La confluence de la baie Ganipi avec le lac Marmette (réservoir Gouin) est localisée à :
- 11,8 km au Sud-Est du centre du village de Obedjiwan lequel est situé sur une presqu’île de la rive Nord du réservoir Gouin. Note : Pour passer de cette embouchure au village, il suffit de naviguer sur le lac Marmette (réservoir Gouin), puis sur le lac Toussaint (réservoir Gouin) ;
- 59,3 km à l’ouest du barrage Gouin ;
- 109,1 km au nord-ouest du centre du village de Wemotaci (rive Nord de la rivière Saint-Maurice) ;
- 198 km au nord-ouest du centre-ville de La Tuque ;
- 303 km au nord-ouest de l’embouchure de la rivière Saint-Maurice (confluence avec le fleuve Saint-Laurent à Trois-Rivières)[2].

À partir de la baie Ganipi (en partant à côté de l’île barrant l’embouchure), le courant coule sur 71,0 km jusqu’au barrage Gouin, selon les segments suivants :
- 22,6 km d’abord vers le nord-est pour contourner une presqu’île, puis vers le Sud-Est en traversant la baie Marmette Sud jusqu’à la confluence du lac Chapman (réservoir Gouin) ;
- 7,3 km vers l’est, en contournant par le Nord l’île de la Croix dans sa traversée du lac Nevers (réservoir Gouin), jusqu’à son embouchure ;
- 41,1 km passant au sud de l’île Kaminictikotanak et en contournant par le nord une grande péninsule rattachée à la rive sud du réservoir Gouin ; vers le sud-est dans le bras sud-est du lac Brochu (réservoir Gouin) ; et vers l’est dans la baie Kikendatch jusqu’au barrage Gouin.

À partir de ce barrage, le courant emprunte la rivière Saint-Maurice jusqu’à Trois-Rivières.

## Toponymie
Depuis 2006, cette appellation désigne cette baie du Sud-Ouest du lac Marmette, dans le réservoir Gouin, où la pourvoirie Ganipi se situe à mi-chemin sur la rive ouest depuis 1986. Le nom Ganipi est formé des deux premières lettres des prénoms des trois propriétaires qui se sont retirés.
Le toponyme "Baie Ganipi" a été officialisé le 4 mai 2006 par la Commission de toponymie du Québec.